# Web core fonts
Web core fonts var ett projekt som startades av Microsoft 1996 för att skapa ett standardpaket av fonter för internet. Projektet avslutades i augusti 2002. Fontpaketens licensavtal tillåter dock vidaredistribution så länge som fonterna hålls intakta med ursprungligt filnamn, dock ej att de inkluderas i kommersiella produkter. På grund av detta finns fonterna fortfarande tillgängliga för nedladdning på tredjeparts-webbplatser.
Paketen finns tillgängliga för Windows och Macintosh, andra operativsystem som GNU/Linux kan också packa upp och använda Windows-formatet. De flesta distributioner inkluderar ett metapaket, ofta kallat msttcorefonts, som kan ladda ner och installera fonterna automatiskt.
Projektets avslutande kritiserades av Håkon Wium Lie, CTO vid Opera Software, som ett typiskt exempel på hur Microsoft försöker hindra interoperabilitet mellan olika system.

## Fonterna
- Andale Mono
- Arial
- Arial Black
- Comic Sans MS
- Courier New
- Georgia
- Impact
- Times New Roman
- Trebuchet MS
- Verdana
- Webdings